# Globuliciopsis fuegiana
Globuliciopsis fuegiana är en svampart som beskrevs av Hjortstam & Ryvarden 2004. Globuliciopsis fuegiana ingår i släktet Globuliciopsis, ordningen Polyporales, klassen Agaricomycetes, divisionen basidiesvampar och riket svampar.   Inga underarter finns listade i Catalogue of Life.